# Nomuraea rileyi
Nomuraea rileyi är en svampart som först beskrevs av William Gilson Farlow, och fick sitt nu gällande namn av Samson 1974. Nomuraea rileyi ingår i släktet Nomuraea och familjen Clavicipitaceae.   Inga underarter finns listade i Catalogue of Life.